# (2259) Sofievka
(2259) Sofievka – planetoida z pasa głównego asteroid okrążająca Słońce w ciągu 3,48 lat w średniej odległości 2,29 au. Odkryła ją Bełła Burnaszewa 19 lipca 1971 roku w Krymskim Obserwatorium Astrofizycznym w Naucznym.
Nazwa planetoidy pochodzi od parku Zofiówka, założonego w Humaniu przez Stanisława Szczęsnego Potockiego dla Zofii Potockiej.